# Anna Wedell
Anna Wedell, född 25 februari 1962 i Stockholm, är en svensk professor i medicinsk genetik.

## Biografi
Anna Wedell utbildade sig till läkare vid Karolinska institutet med examen 1988 och disputerade där 1994 på en avhandling om genetisk diagnostik av vissa sjukdomstillstånd. Hon blev docent i medicinsk genetik vid Karolinska institutet 1997 och professor i samma ämne med specialitet endokrina sjukdomar 2004. Hon forskar om ärftliga ämnesomsättningssjukdomar för att kunna utreda sjukdomsmekanismer och förbättra diagnostiken. Hon är även överläkare och verksamhetwschef vid CMMS - Centrum för Medfödda Metabola Sjukdomar, som ansvarar för den landsomfattande screeningen av nyfödda i Sverige.
Hon blev 2016 invald i Kungl. Vetenskapsakademiens sjunde klass som ledamot nummer 1688.
Hon blev 2019 utsedd att vara med i en ny internationell kommission som ska ta fram riktlinjer för eventuell framtida klinisk användning av ärftlig genomeditering, det vill säga medveten förändring av utvalda DNA-sekvenser i arvsmassan.